# Sancho Fernández de Lemos
Sancho Fernández de Lemos (m. 1195), fue un destacado miembro de la Casa de Lemos. Hijo de Alonso López de Sober y Lemos, Señor de Ferreira y Sober y Mayor de Noboa y Meneses. Fue el tercer maestre de la Orden de Santiago. Murió en la Batalla de Alarcos.
| Predecesor: Fernando Díaz | Maestre de la Orden de Santiago 1186 - 1195 | Sucesor: Gonzalo Rodríguez |